# Malacomorpha multipunctata
Malacomorpha multipunctata är en insektsart som beskrevs av Conle, Hennemann och Perez-Gelabert 2008. Malacomorpha multipunctata ingår i släktet Malacomorpha och familjen Pseudophasmatidae. Inga underarter finns listade i Catalogue of Life.